# صحافة المغلفات
صحافة المغلفات (أو صحافة الأظرف، أو صحافة الظرف الأحمر  أو صحافة الظرف الأبيض  أو Ch'ongi  أو wartawan amplop) عبارة عن مصطلح عامي يستخدم من أجل استخدام عملية رشوة الصحفيين من أجل عمل تغطية إعلامية في صالح أطراف معينة.
ويبدو أن هذا المصطلح أكثر شيوعًا في آسيا - في الفلبين والصين وكوريا  وإندونيسيا. وقد ظهر هذا المصطلح بسبب المغلفات التي تحمل الأموال التي تدفع كرشاوي، والتي يتم منحها بشكل ظاهري كتعبير عن التقدير المرتبط بحضور المؤتمرات الصحفية.
وفي فترة حديثة للغاية، ظهر مصطلح صحافة آلات الصراف الآلي (ATM) للإشارة إلى التغيير المتمثل في طريقة التحويل الإلكتروني للرشاوى إلى الحسابات البنكية الخاصة بالصحفيين.